# Tom Spöler
Tom-Gerhard Spöler (* 14. April 1988 in Coesfeld) ist ein ehemaliger deutscher Basketballspieler. Der ehemalige Juniorenauswahl- und A2-Nationalspieler wurde zusammen mit seinem Zwillingsbruder Ben Spöler in den Nachwuchsmannschaften des deutschen Rekordmeisters Bayer Giants Leverkusen ausgebildet und spielte zunächst bis 2010 mit Doppellizenz in der Erstligamannschaft der Giants Düsseldorf. Nach einer Saison beim Zweitligisten aus Osnabrück spielte Tom Spöler noch drei Jahre beim Erstligisten BBC medi Bayreuth, bevor er seine professionelle Leistungssportkarriere beendete.

## Karriere
Tom Spöler machte zusammen mit seinem Zwillingsbruder seine ersten Schritte im Vereinsbasketball in Borken, bevor sie erfolgreich in den Nachwuchsmannschaften der Hertener Löwen spielten. Von dort wurden sie für das Nachwuchsprogramm des deutschen Rekordmeisters Bayer Giants Leverkusen gewonnen. In der Folge wurden sie unter anderem mit der Schulmannschaft des Landrat-Lucas-Gymnasium aus Opladen unter Lehrer und Trainer John Ecker 2005 nationaler Turniersieger bei Jugend trainiert für Olympia. Nachdem Ben bereits mit der deutschen U18-Jugendnationalmannschaft gespielt hatte, verpasste Tom mit der U20-Juniorenauswahl 2007 zunächst die Rückkehr in den Kreis der 16 besten europäischen Auswahlmannschaften der Division A. 2008 konnte er dies mit der U20-Auswahl beim Turniersieg der Gruppe B korrigieren. Bereits ein Jahr zuvor war er 2007 mit Bruder Ben mittels Doppellizenz in den Kader der Erstligamannschaft der Bayer Giants gerückt, für die beide erste Kurzeinsätze in der Basketball-Bundesliga 2007/08 hatten.
2008 wurde die Erstliga-Lizenz der Leverkusener nach Düsseldorf verkauft, so dass die Profimannschaft Giants unter Trainer Achim Kuczmann nahezu geschlossen den Rhein hinunter wechselte. Tom Spöler sah dabei ähnlich wie bei der Berücksichtigung für deutsche Auswahlmannschaften in der höchsten Herren-Spielklasse mehr Einsatzzeit als sein Zwillingsbruder. Als Düsseldorfer Giants rutschte die Mannschaft jedoch aus den Play-off-Plätzen und belegte am Ende der Basketball-Bundesliga 2009/10 gar nur einen Abstiegsplatz. Zwar wurde der Klassenerhalt durch den Erwerb einer Wildcard sichergestellt, doch es kam 2010 zum eigentlichen Bruch mit der Leverkusener Vorgeschichte, als Trainer und Management der Giants komplett wechselten. Auch die Spöler-Zwillinge trennten sich und Tom schloss sich dem Zweitligisten GiroLive-Ballers aus Osnabrück an, denen jedoch wenige Wochen vor Saisonende der ProA 2010/11 die Lizenz entzogen wurde und die ihren Spielbetrieb einstellen mussten. Nach einer ersten Teilnahme an einer Universiade 2011 mit der A2-Nationalmannschaft bekam Tom Spöler für die Basketball-Bundesliga 2011/12 einen Vertrag beim Vorjahresaufsteiger aus Bayreuth, der sich nach zwölf Saisonsiegen leicht auf den 13. Tabellenplatz verbessern konnte. Nach einer weiteren Universiade-Teilnahme erreichte Spöler mit den Bayreuther in der Saison 2012/13 14 Saisonsiege, die jedoch nur zum 15. Tabellenplatz in der Abschlusstabelle reichten. Mit elf Siegen reichte es jedoch zum 14. Tabellenplatz in der Saison 2013/14. Unter dem neuen Trainer Michael Koch war Spöler jedoch in der dritten Saison für die Bayreuther auch nach einer Schulterverletzung durch Phillipp Heyden verdrängt worden und kam nur auf zehn Kurzeinsätze von weniger als zehn Minuten Einsatzzeit pro Spiel.
Nachdem Spölers Vertrag 2014 nicht verlängert worden war, konzentrierte sich Tom Spöler auf eine Karriere im Marketing eines Tochterunternehmens der Beiersdorf AG in Hamburg. Zu einer angedachten Verpflichtung seines Stammvereins Bayer Giants Leverkusen, für die nach ihrer Rückkehr in die zweithöchste Spielklasse ProA bereits sein Zwillingsbruder Ben wieder aktiv war, kam es nicht mehr.